# Храм Архангела Михаила (Чамзинка)
Церковь Михаила Архангела (Михайло-Архангельская церковь) — православный храм в посёлке Чамзинка в Мордовии. Относится к Ардатовской епархии Русской православной церкви.

## История
Первый деревянный храм был построен прихожанами в 1879 году. Престол был освящён во имя архистратига Божия Михаила. Церкви принадлежало 1 десятина усадебной и 33 десятины пахотной земли. Причт состоял из священника и псаломщика, проживавших при храме в общественных домах на церковной земле. Клиру выплачивалось из казны жалование: священнику 300 руб., псаломщику 100 руб. С 1898 года при храме существовала церковно-приходская школа, имевшая отдельное здание. Храм был разрушен в советское время.

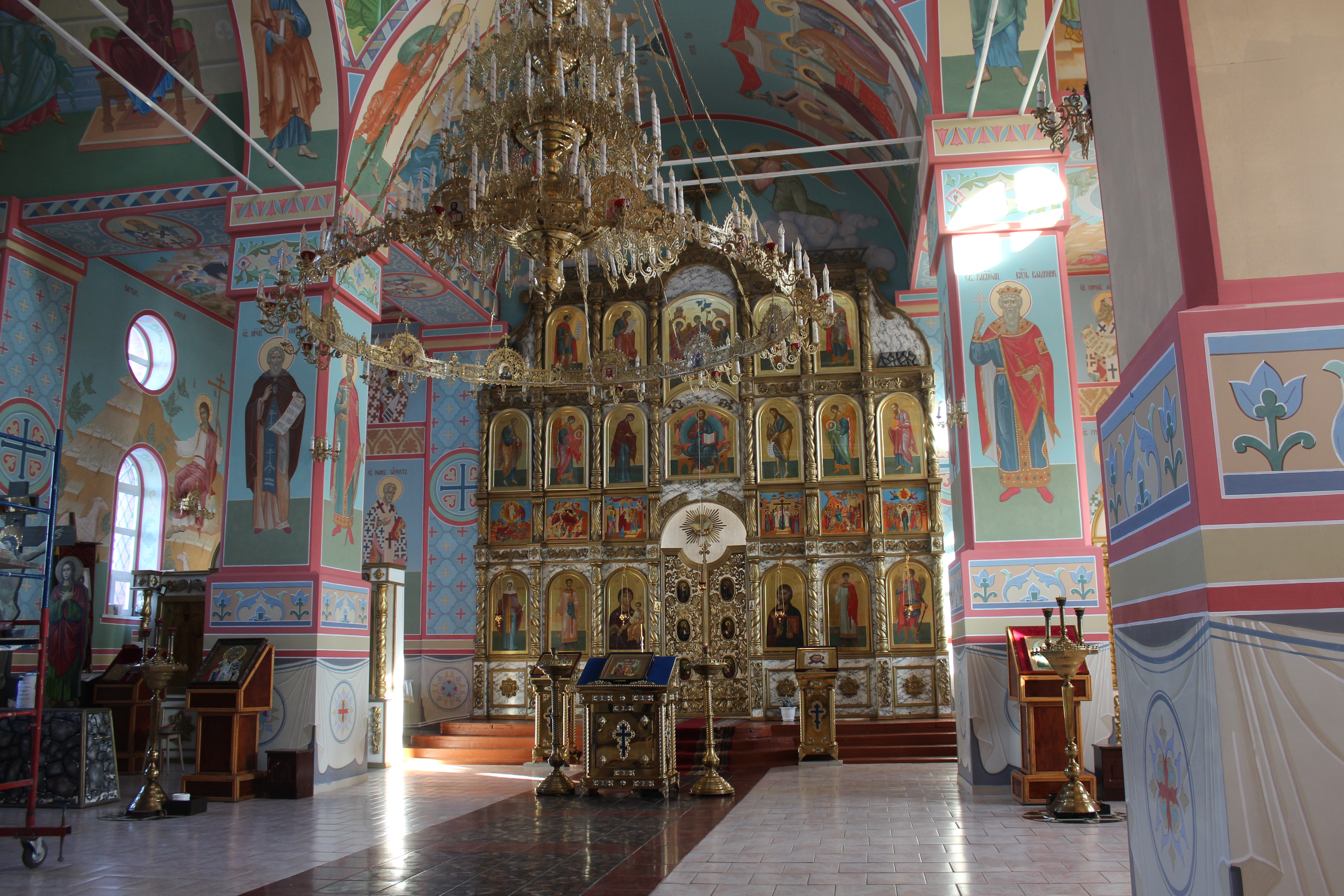
Интерьер храма Михаила Архангела (Чамзинка) 2020

После учреждения Саранской епархии в поселке была заложена новая каменная церковь, построенная в короткие сроки. Церковь была возведена на новом месте, а на месте разрушенной старой церкви был установлен крест. Храм был освящён в 1998 епископом Саранским и Мордовским Варсонофием (Судаковым) во имя архистратига Михаила, как и его разрушенный предшественник.

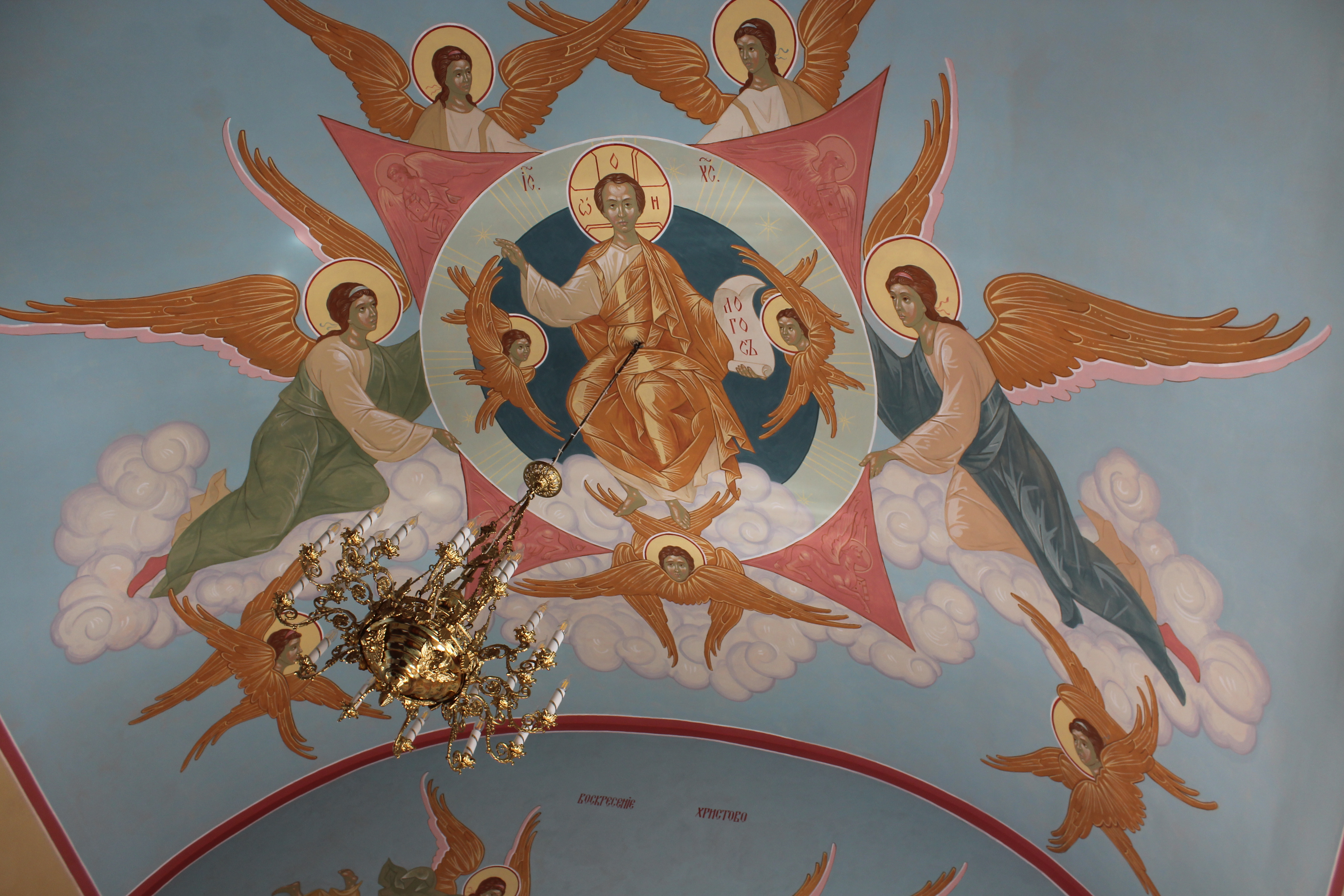
Роспись апсиды в алтарной части храма Михаила Архангела. Сомкнутый полусвод.

## Архитектура
Архитектурный проект нового здания сделал саранский архитектор Виктор Люпа по стилю напоминающий модерн начала XX в. Основной материал кирпич.
Объёмная композиция архитектурных форм представляет собой трехчастный «корабль» с квадратной в плане апсидой, приземистым четвериком одноглавого храма и трехъярусной колокольней. Формы «корабля» динамично устремлены от апсиды к верху колокольни. Четверик имеет ризалиты и покрыт шестнадцати скатной крышей. Его фасады расчленены на три прясла пилястрами. Центральное прясло завершается щипцом в виде трифолия. Четверик с помощью крестово-купольной системы держит приземистый барабан с большой луковичной главой, прорезанный восьми арочными проёмами, чередующимися с восемью нишами, объединёнными аркатурой.

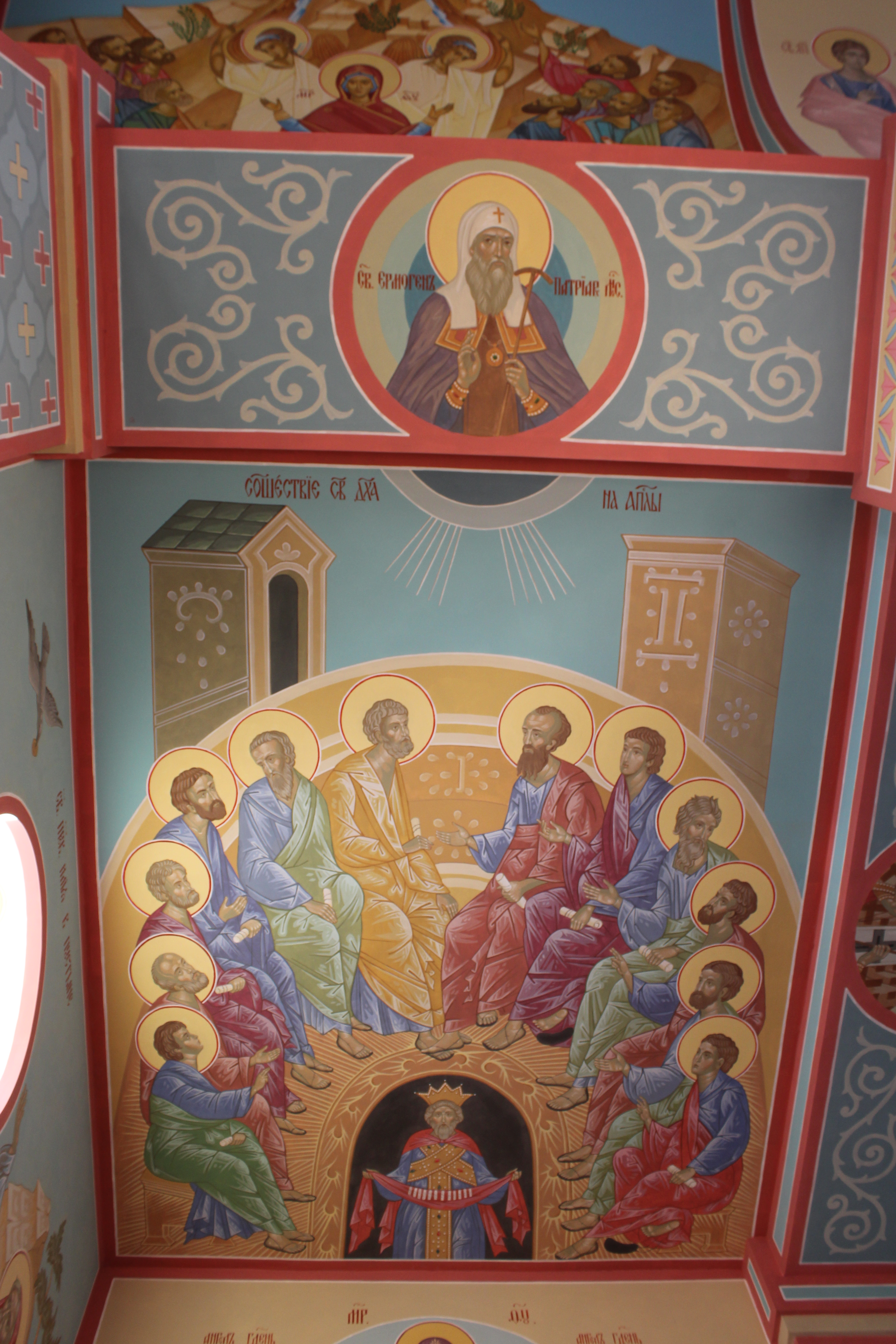
Сошествие святого духа. Расположение юго-западная часть потолка.

Колокольня состоит из двух высоких убывающих в сечении четвериков, верхний из которых является звоном. Звон завершается щипцом в виде трифолия. На звоне находиться непропорционально низкий восьмерик, прорезанный четырьмя проёмами и увенчанный луковицей на круглой шее. Точно такая же главка находиться на апсиде.
Неоштукатуренные фасады прорезаны парными и одинарными арочными окнами, над которыми вырезаны круглые окошки и покрыты кирпичным декором. Средняя часть четвериков и верхний четверик колокольни от верха арочного окна до завершения круглых окошек обработаны сплошным поребриком. Угловые и рядовые пилястры крупно рустованы, но карнизы имеют мелкий профиль и редкие сухарики. Кирпичные наличники окон дополнены белыми бетонными колоннами круглого сечения. Со стороны колокольни пристроено кирпичное крыльцо.
На западных и восточном фасадах в киотах вмонтированы пять мозаик и сюжетами: Воскресение Христово, Архангел Михаил, Архангел Гавриил, св. князь Владимир, св. Сергий Радонежский.

## Интерьер
Начиная с 2017 года сразу после ремонта интерьера, цементная штукатурка заменена известковой, построены строительные леса к росписям храма приступает приглашённый из Нерехты художник Иконописцев Николай. Он работает на росписью купола и барабана два года. И создаёт композицию Христос Пантократор и архангелы.

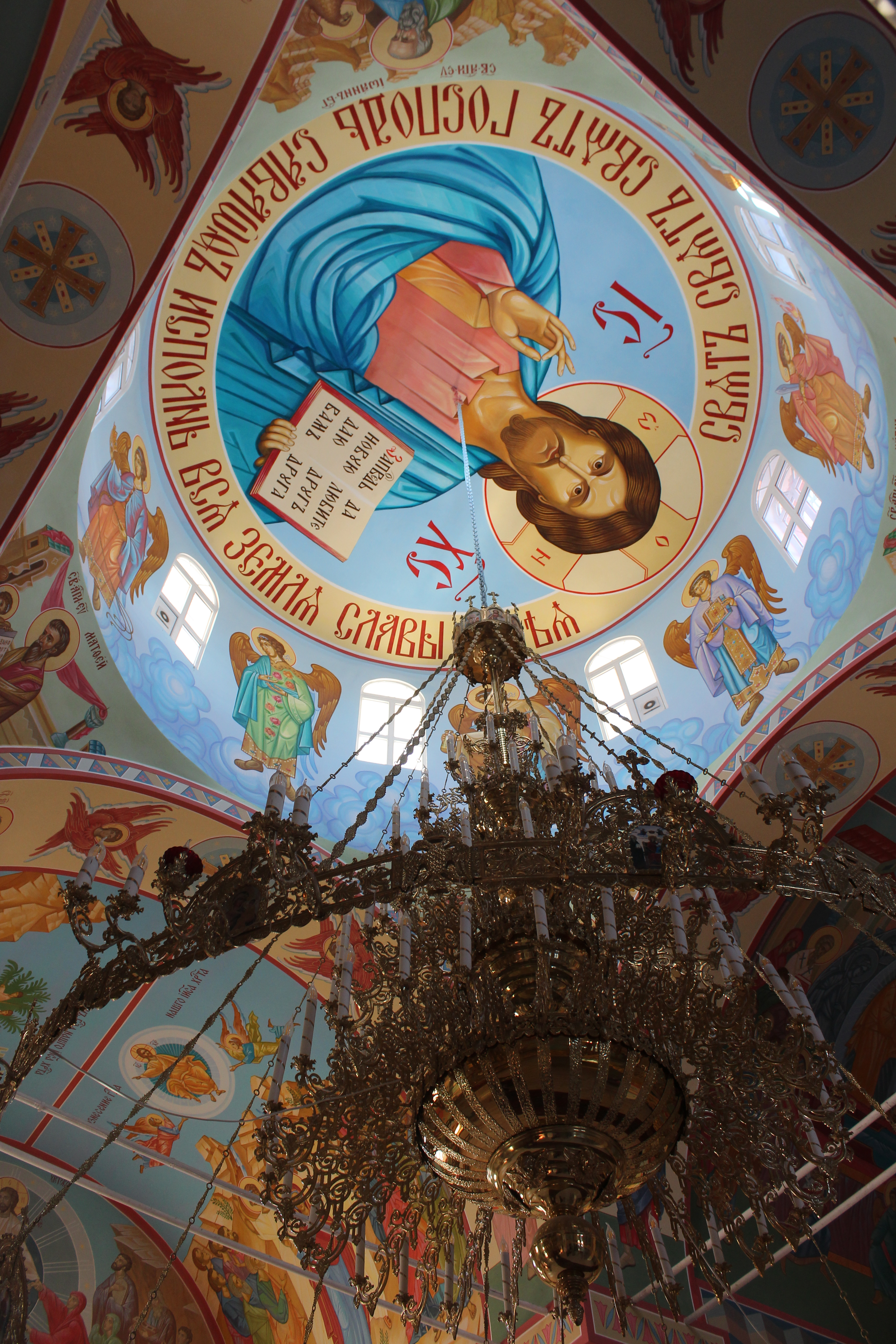
Христос Пантократор. Роспись купола храма Михаила Архангела.

В 2019 году к росписям храма так же приступают художники из Москвы: Матецкая Екатерина, Юрьев, Владимир и Кожин Семён.
Черырёхъярусный иконостас храма выполняет художник из Пензы Трошин Д.С.
В 2022 году росписи храма закончены.

## Воскресная школа
При храме действует библиотека православной литературы и воскресная школа «Солнечный лучик».

## Настоятель
В настоящее время настоятелем монастыря является протоиерей Виталий Кузянов.